# هیثم عسیری
هیثم عسیری (عربی: هيثم عسيري؛ زادهٔ ۲۵ مارس ۲۰۰۱) بازیکن فوتبال اهل عربستان سعودی است.
از باشگاه‌هایی که در آن بازی کرده‌است می‌توان به باشگاه فوتبال الاهلی عربستان سعودی اشاره کرد.
وی همچنین در تیم‌های ملی فوتبال زیر ۲۳ سال عربستان سعودی، و عربستان سعودی بازی کرده‌است.